# Acaena lucida
Acaena lucida är en rosväxtart som först beskrevs av William Aiton, och fick sitt nu gällande namn av Vahl. Acaena lucida ingår i släktet taggpimpineller, och familjen rosväxter. Inga underarter finns listade i Catalogue of Life.